# Frank Lary
Frank Strong Lary (Northport, Alabama, 10 de abril de 1930-Northport, Alabama, 14 de diciembre de 2017), más conocido como Frank Lary, fue un jugador profesional estadounidense de béisbol que se desempeñó en la posición de lanzador en las Grandes Ligas de Béisbol (MLB). Es poseedor de un Guante de Oro.

## Carrera
Lary jugó como profesional once temporadas en Detroit Tigers (1954-1964), después pasó a New York Mets (1964), luego a Milwaukee Braves (1964), posteriormente regresó a New York Mets (1965), y finalmente, se unió a Chicago White Sox, donde jugó una temporada (1965), y fue el equipo en el que se retiró.

## Premios
Fue galardonado con el Guante de Oro en una oportunidad (1961).